# 치석 (바둑)
치석은 접바둑 또는 순장바둑에서 첫수를 두기 전에 미리 접거나 깔아두는 돌이다.